# Antonín Zvěřina
Antonín Zvěřina (8. října 1811 Měšice – 25. dubna 1885 Jičín) byl rakouský a český lékárník a politik, v 70. letech 19. století poslanec Českého zemského sněmu, starosta Jičína.

## Biografie
Jeho otec byl hostinským. Antonín Zvěřina vychodil obecnou školu v Líbeznicích. Vystudoval piaristické gymnáziumv Praze a pak medicínu na Vídeňské univerzitě, kde byl promován 31. ledna 1843. Pak působil jako praktický lékař v Sadské. V roce 1844 zanechal lékařské praxe a koupil lékárnu v Jičíně, kam se přestěhoval a kde následně působil jako lékárník. Veřejně se angažoval. Od září roku 1869 byl starostou Jičína a zůstal jím do roku 1878. Zároveň řídil městskou spořitelnu. Po několik let rovněž působil na postu ředitele akciového cukrovaru v Jičíně. Dobovým tiskem byl Zvěřina popisován jako charakterní ale příliš mírný a měkký člověk. Nechal prý okolo sebe rozhodovat jiné politiky. Během 70. let vedení radnice postupně čelilo kritice kvůli údajným finančním nesrovnalostem v obecním hospodaření. V březnu 1877 se zjistilo, že městský úředník Karel Weinfurter zpronevěřil velkou sumu peněz (2620 zlatých) a byl následně odsouzen na dva roky. Finanční skandály ovšem brzy zasáhly i další funkcionáře jičínské radnice. Starosta Zvěřina byl po dobu vyšetřování suspendován a výkon jeho pravomocí převzal první radní František Lohař. Radniční opozice mezitím kladla starostovi za vinu chybějící kontrolu hospodaření. Vyšetřování Antonína Zvěřiny skončilo v únoru 1878, aniž by mu bylo cokoliv prokázáno. Do úřadu se ale již po skandálu nevrátil. V březnu 1878 byl jeho nástupcem zvolen dosavadní kritik Václav Fejfar.
V 70. letech 19. století se Zvěřina krátce zapojil do zemské politiky. V doplňovacích volbách v říjnu 1873 byl zvolen za Národní stranu (staročeskou) na Český zemský sněm v městské kurii (obvod Jičín – Nový Bydžov). V rámci tehdejší politiky české pasivní rezistence ale křeslo nepřevzal, byl pro absenci zbaven mandátu. Znovu byl zvolen v doplňovacích volbách roku 1874 a doplňovacích volbách roku 1875. V doplňovacích volbách roku 1876 nekandidoval a místo něj byl na sněm zvolen Hynek Kudrnáč.
Zemřel po krátké nemoci v dubnu 1885.